# Ćajtra nawaratri
Ćajtra nawaratri – święto hinduskie, Nowy Rok (Święto Wiosny) według kalendarza hinduskiego, przypadające na pierwszy dzień miesiąca ćajtra (przełom marca i kwietnia) i trwające dziewięć dni (nawaratri). Jest świętem radosnym, związanym ze składaniem kwiatów w świątyniach i kultem bogini Durgi i recytowaniem Gajatri.
W roku 2009 zaczyna się 27 marca, a kończy 3 kwietnia.